# Heteropsammia
Heteropsammia är ett släkte av koralldjur. Heteropsammia ingår i familjen Dendrophylliidae.
Kladogram enligt Catalogue of Life:
| Heteropsammia | \| \| Heteropsammia cochlea \| \| \| \| \| \| Heteropsammia eupsammides \| \| \| \| |
|               | \| \| Heteropsammia cochlea \| \| \| \| \| \| Heteropsammia eupsammides \| \| \| \| |
|               | Astroides                                                                           |
|               |                                                                                     |
|               | Balanophyllia                                                                       |
|               |                                                                                     |
|               | Bathypsammia                                                                        |
|               |                                                                                     |
|               | Cladopsammia                                                                        |
|               |                                                                                     |
|               | Dendrophyllia                                                                       |
|               |                                                                                     |
|               | Dichopsammia                                                                        |
|               |                                                                                     |
|               | Duncanopsammia                                                                      |
|               |                                                                                     |
|               | Eguchipsammia                                                                       |
|               |                                                                                     |
|               | Enallopsammia                                                                       |
|               |                                                                                     |
|               | Endopachys                                                                          |
|               |                                                                                     |
|               | Endopsammia                                                                         |
|               |                                                                                     |
|               | Leptopsammia                                                                        |
|               |                                                                                     |
|               | Notophyllia                                                                         |
|               |                                                                                     |
|               | Pourtalopsammia                                                                     |
|               |                                                                                     |
|               | Rhizopsammia                                                                        |
|               |                                                                                     |
|               | Thecopsammia                                                                        |
|               |                                                                                     |
|               | Trochopsammia                                                                       |
|               |                                                                                     |
|               | Tubastraea                                                                          |
|               |                                                                                     |
|               | Turbinaria                                                                          |
|               |                                                                                     |
|               | Heteropsammia cochlea                                                               |
|               |                                                                                     |
|               | Heteropsammia eupsammides                                                           |
|               |                                                                                     |

|  | Heteropsammia cochlea     |
|  |                           |
|  | Heteropsammia eupsammides |
|  |                           |